# Creu de terme de Corts
La Creu de terme de Corts és una obra de Cornellà del Terri (Pla de l'Estany) inclosa a l'Inventari del Patrimoni Arquitectònic de Catalunya.

## Descripció
Creu de ferro forjat col·locada sobre un basament de pedra de forma circular. Descansa sobre un cos paral·lelepipèdic, també de pedra.

## Història
A la creu hi figura la inscripció: "Fet a 12 abril de 1734". En el basament de pedra hi consta l'any 1882. Està situada al costat d'un camí, a tocar el nucli de Corts.